# Sanuki Kokubun-ji

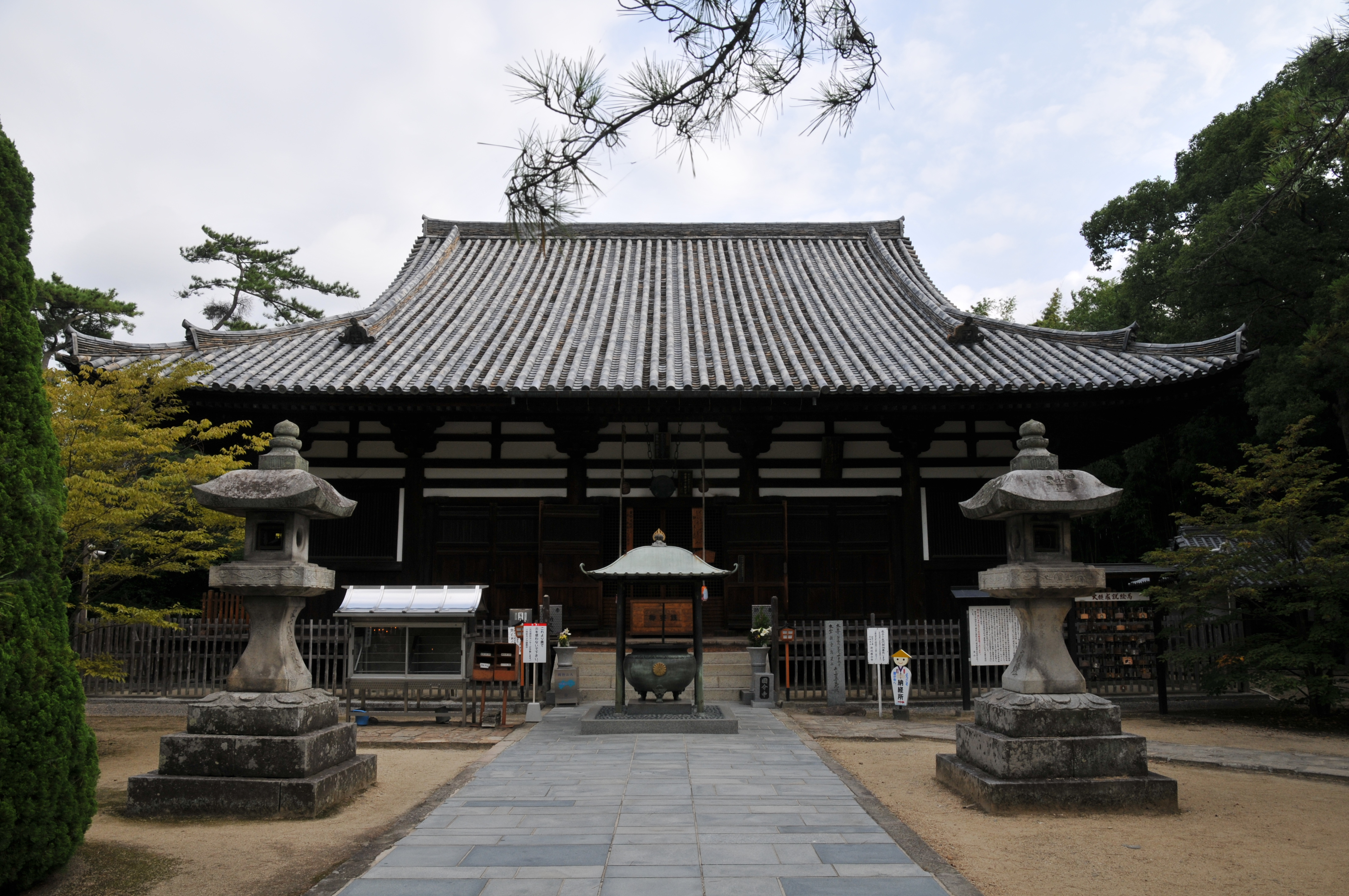
Haupthalle

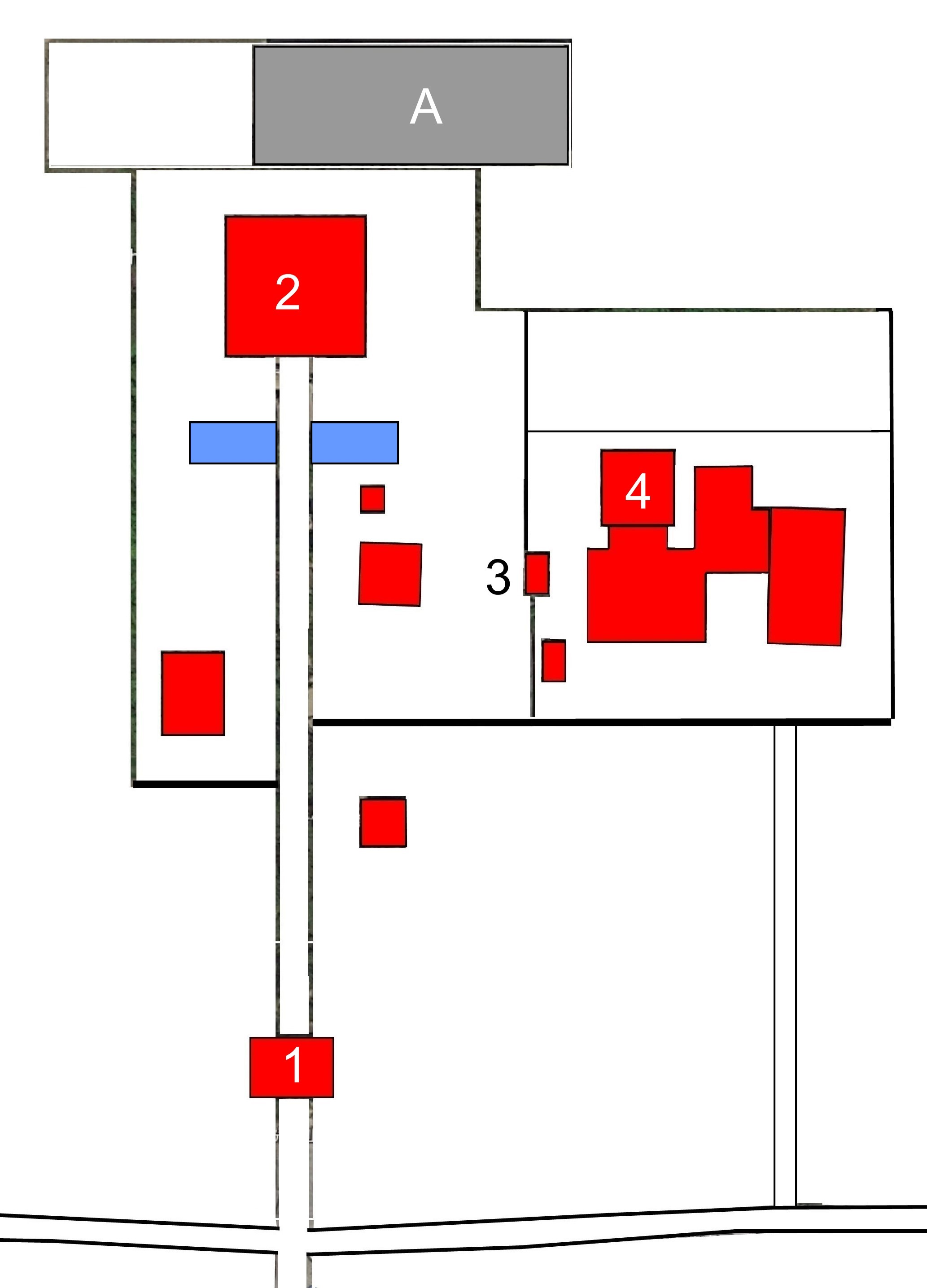
Plan der Anlage (s. Text)

Der Sanuki Kokubun-ji (jap. 讃岐国分寺, der Provinztempel von Sanuki), kurz Kokubun-ji (japanisch 国分寺) in der heutigen Stadt Takamatsu (Präfektur Kagawa) ist ein Tempel der Shingon-Richtung des Buddhismus. In der traditionellen Zählung ist er der 80. Tempel des Shikoku-Pilgerwegs. Beinamen (gō) des Tempels sind Hakugyūsan (白牛山) und Senjuin (千手院).

## Geschichte
Im Jahr 741 verfügte Kaiser Shōmu, dass in allen Provinzen ein „Konkōmyō Shitennō Goku no Tera“ (金光明四天王護国之寺) und ein „Hokke Metsuzai no tera“ (法華滅罪之寺) errichtet werden soll. Der Sanuki Kokubun-ji wurde der Verfügung gemäß während der Tempyō-Hōji-Ära (757–765) fertig gestellt. Die Anlage, bestehend aus den Gebäuden Mittleres Tor (中門, Chūmon), Haupthalle (金堂, Kondō), Lehrhalle (講堂, Kōdō) und Mönchsquartier (僧坊, Sōbō), lag auf einer Linie, wobei zwischen dem Tor und der Haupthalle auf der Ostseite eine Pagode stand. Auf die bedeutende Anlage weisen die 32 Basissteine der Haupthalle und auch Spuren der Pagode hin. Auch die Spuren der Pagode weisen auf diese Entstehungszeit hin. Die weiträumige Anlage wurde in den Unruhen des 16. Jahrhunderts weitgehend zerstört.
1952 wurde das Tempelgebiet mit 220 m in Nordsüdrichtung und 330 m in der Ostwestrichtung als „Besonders wichtige nationale Geschichtspur“ (国特別史跡 Kuni tokubestsu shiseki) ausgewiesen. Ab 1983 wurden dann Ausgrabungen vorgenommen, wobei das Mönchsquartier und die Gräben, die einst den Tempel umgeben haben, frei gelegt wurden.
2006 wurde die nach dem Tempel benannte Stadt Kokubunji in die Präfekturhauptstadt Takamatsu eingemeindet.

## Die Anlage
Weit im Süden vor der eigentlichen Tempelanlage steht das Tempeltor (山門, Sammon; 1). Nach etwa 140 m steht man vor der heutigen Haupthalle (本堂, Hondo; 2). Sie ist als Wichtiges Kulturgut (im Folgenden mit ◎ gekennzeichnet) ausgewiesen, wurde auf den Fundamenten der Lehrhalle errichtet. Sie ist 5 × 5 Ken groß und mit Ziegeln gedeckt. Der Bau ist auf die mittlere Kamakura-Zeit zu datieren.
Das heutige Mönchsbereich schließt sich westlich am. Es ist vollständig von einer Mauer umgeben, aber vom beschriebenen Tempelbereich aus durch ein Tor (3) zugänglich. Dort befindet sich die Halle, in der der Tempelgründer verehrt wird, die Daishidō (大師堂), in einer baulichen Ausführung der Gegenwart.

## Schätze
In der Haupthalle steht eine ungefähr 5 m hohe tausendarmige Kannon (◎) aus Holz. Sie stammt aus dem Ende des 11. Jahrhunderts. Ebenfalls aus der Zeit stammt eine Bronzeglocke (銅鐘, Dosho; ◎).

## Bilder

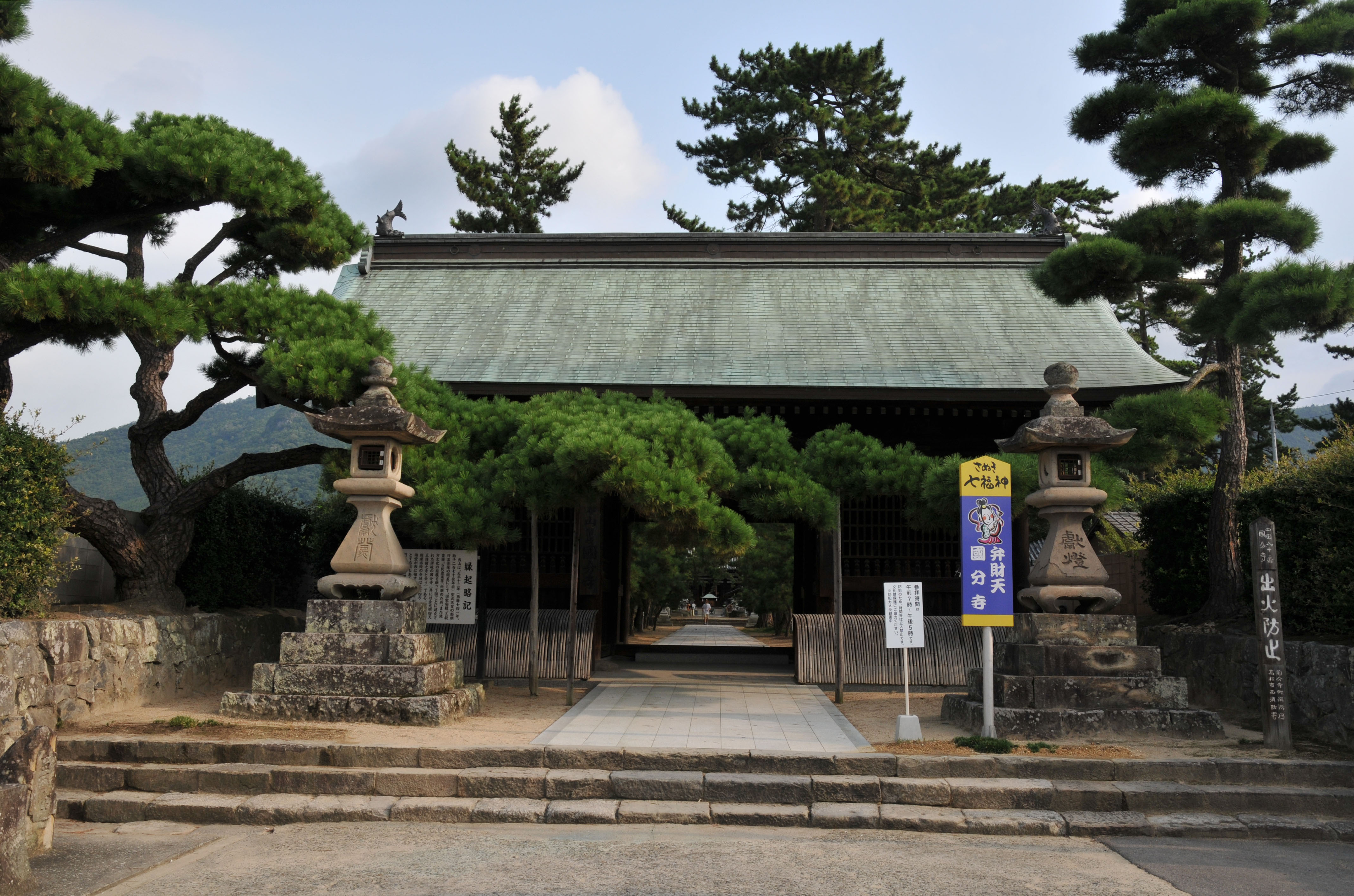
Tempeltor
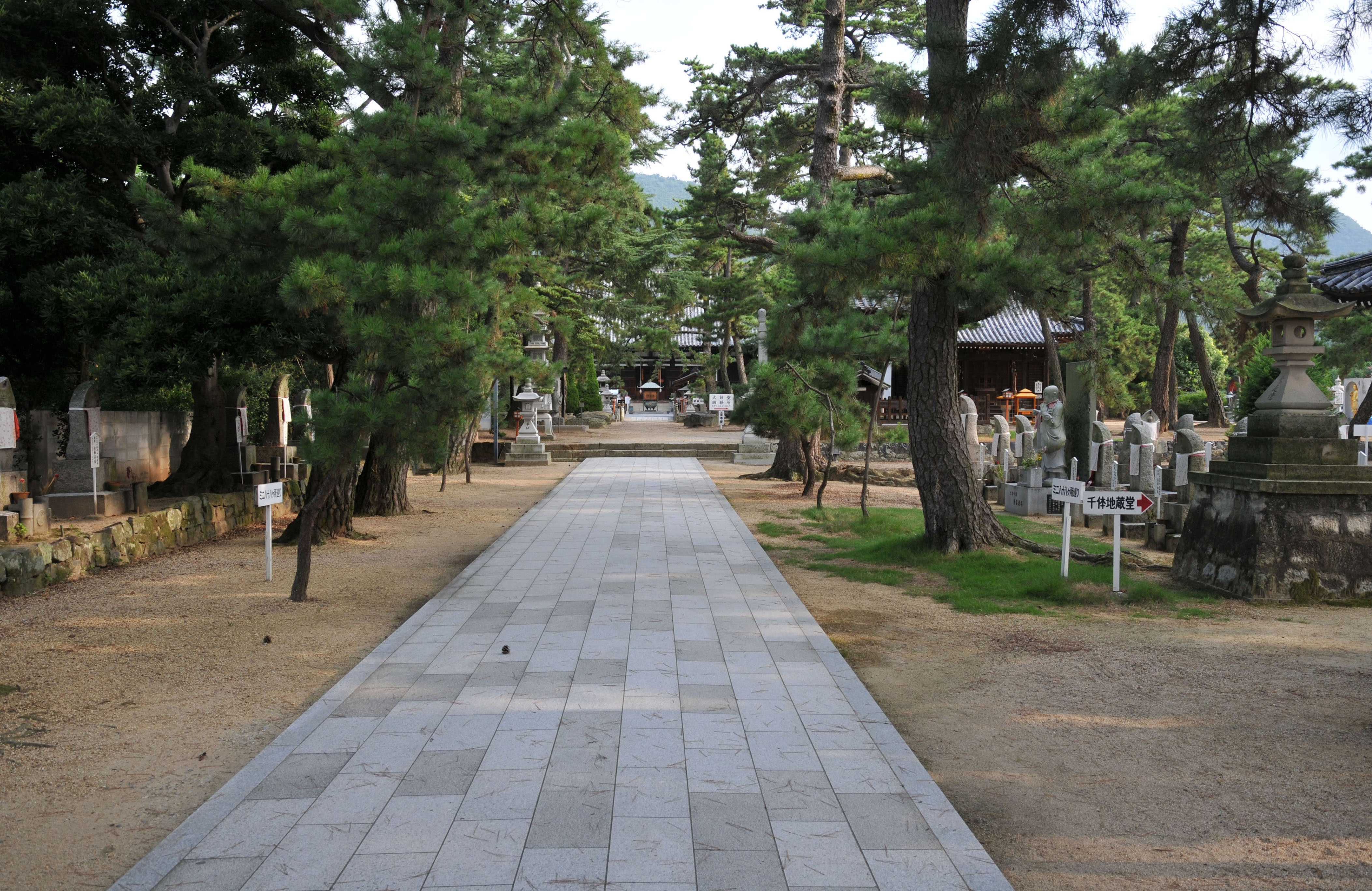
Weg zur Haupthalle
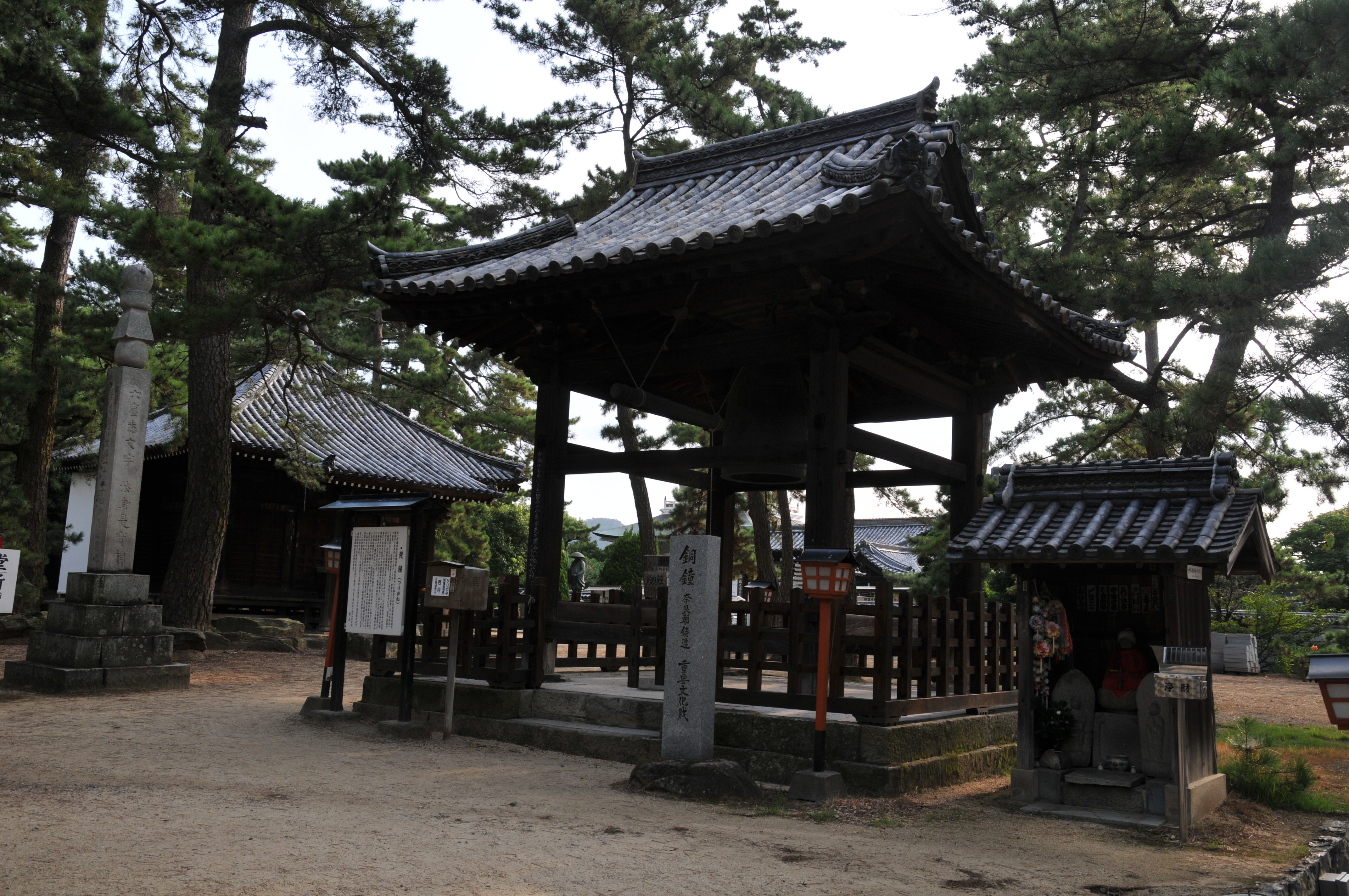
Glockenturm
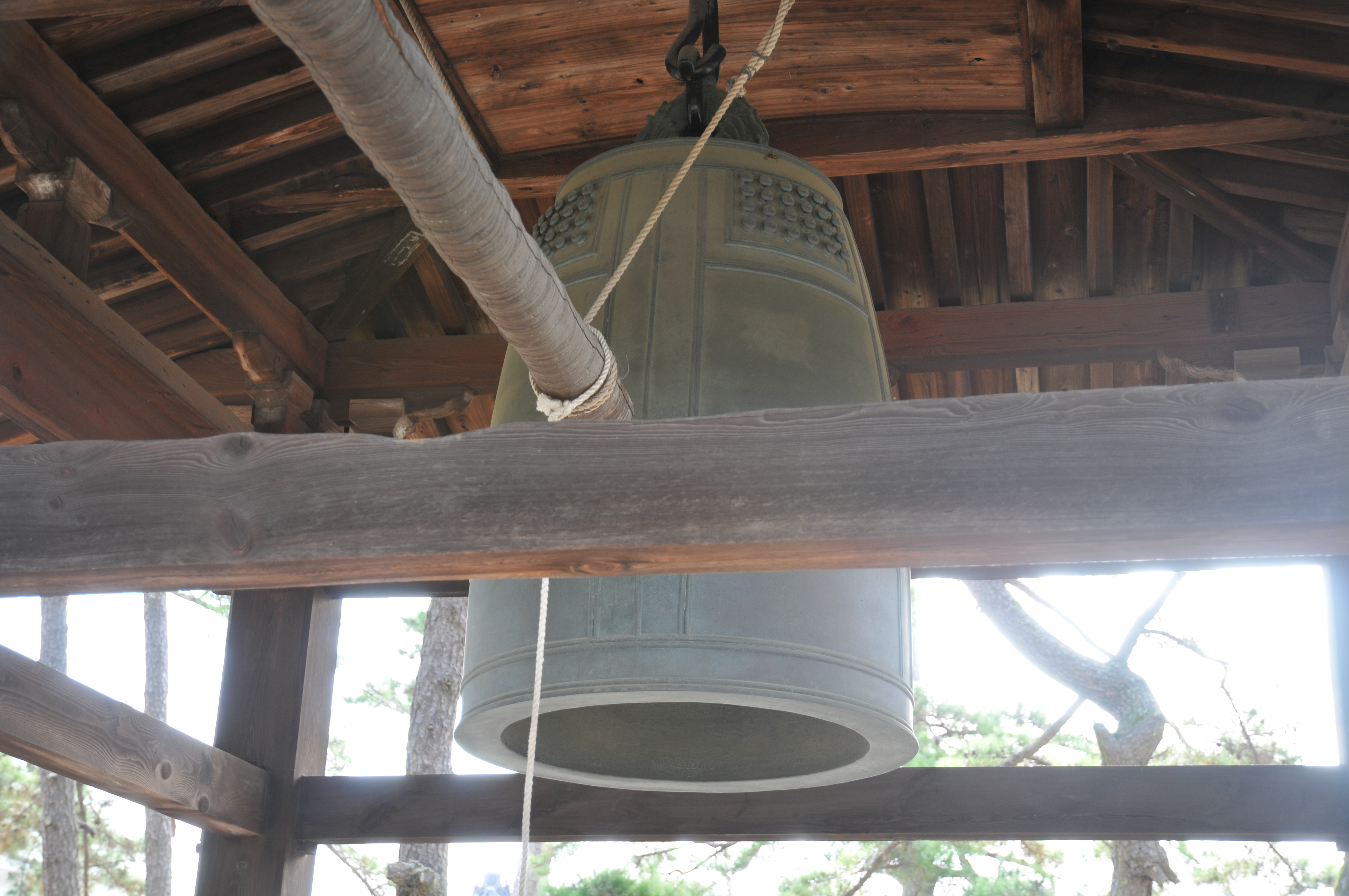
Bronzeglocke
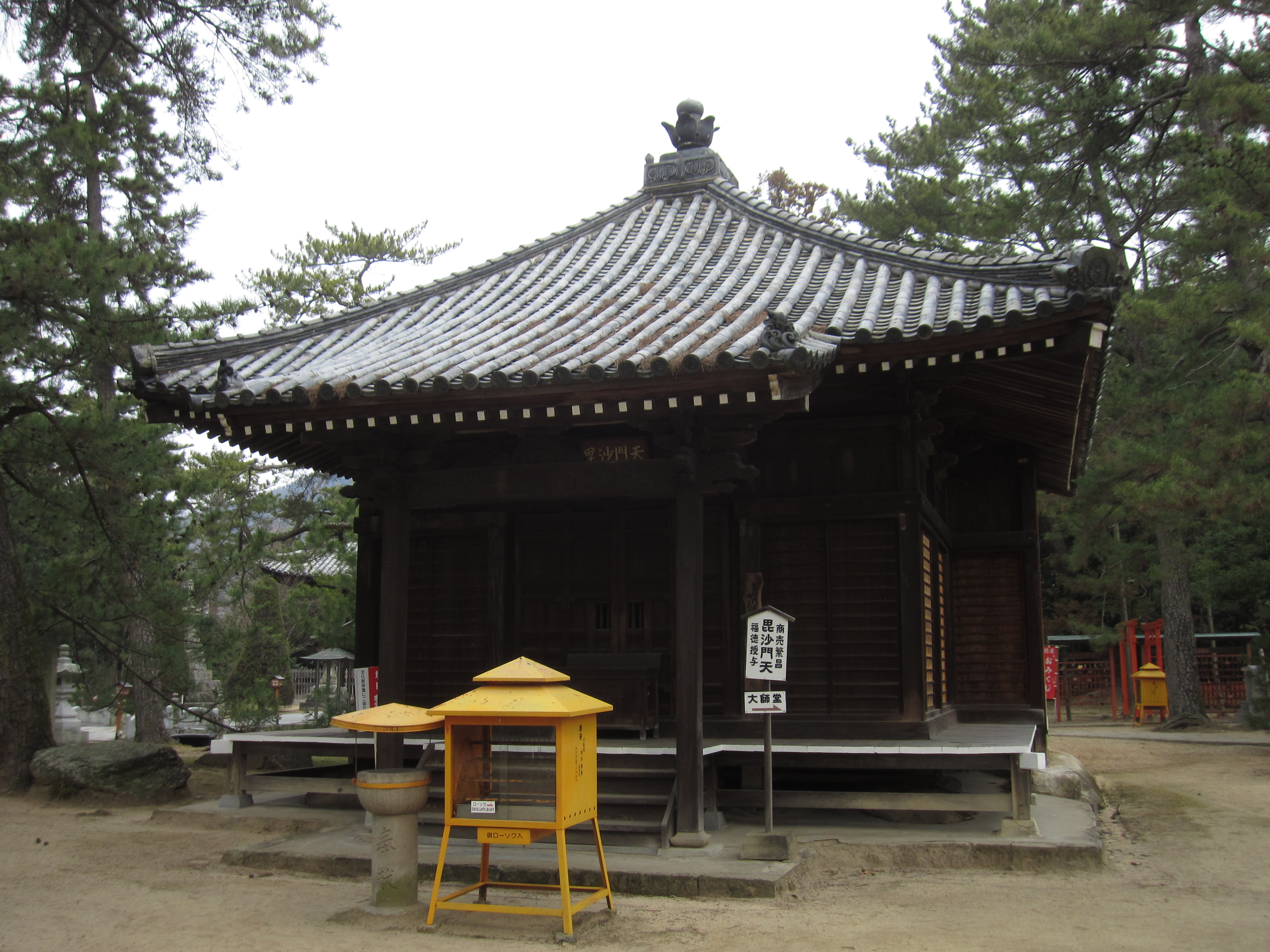
Bishamondō
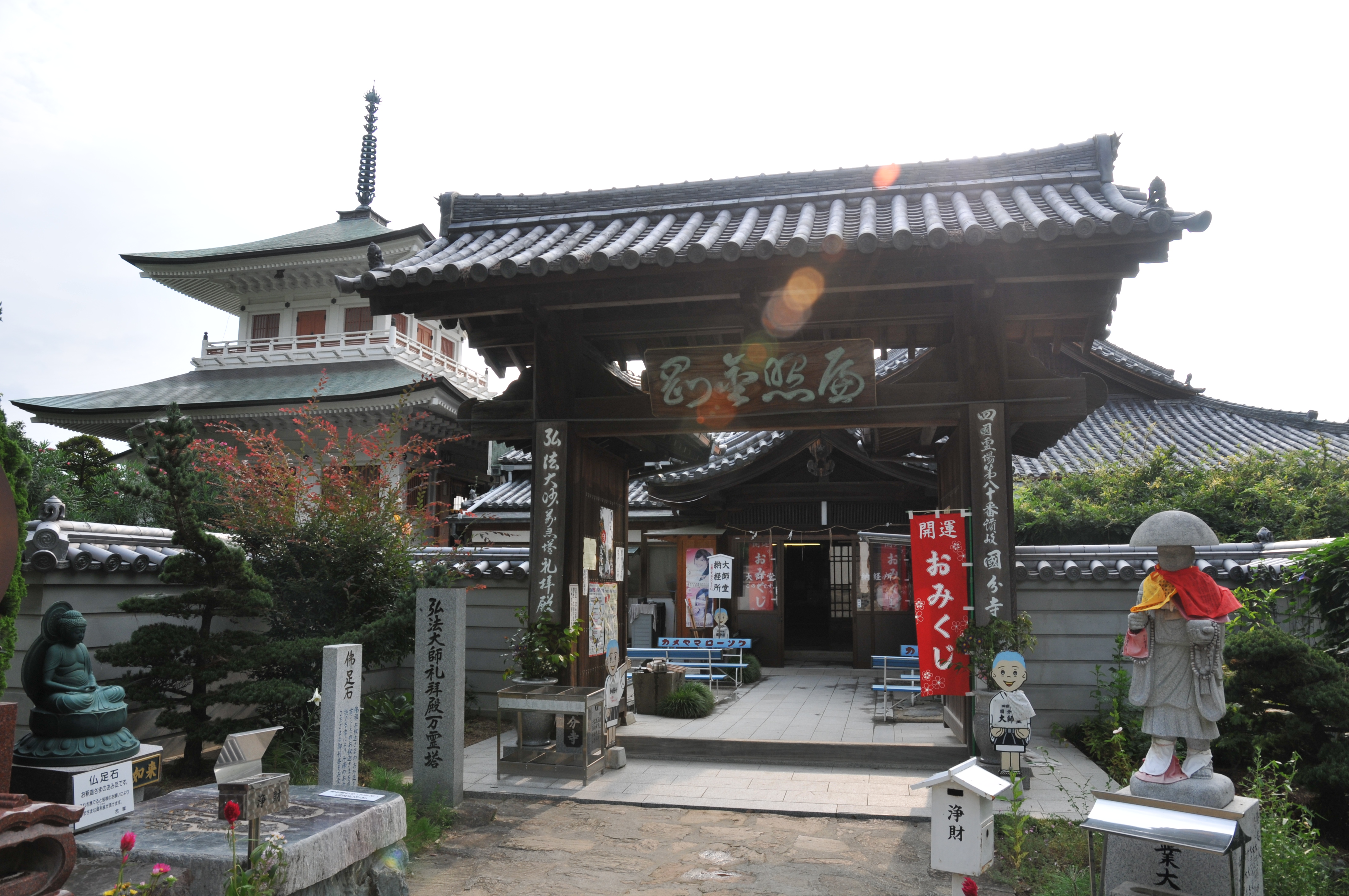
Eingang zum Klosterbereich
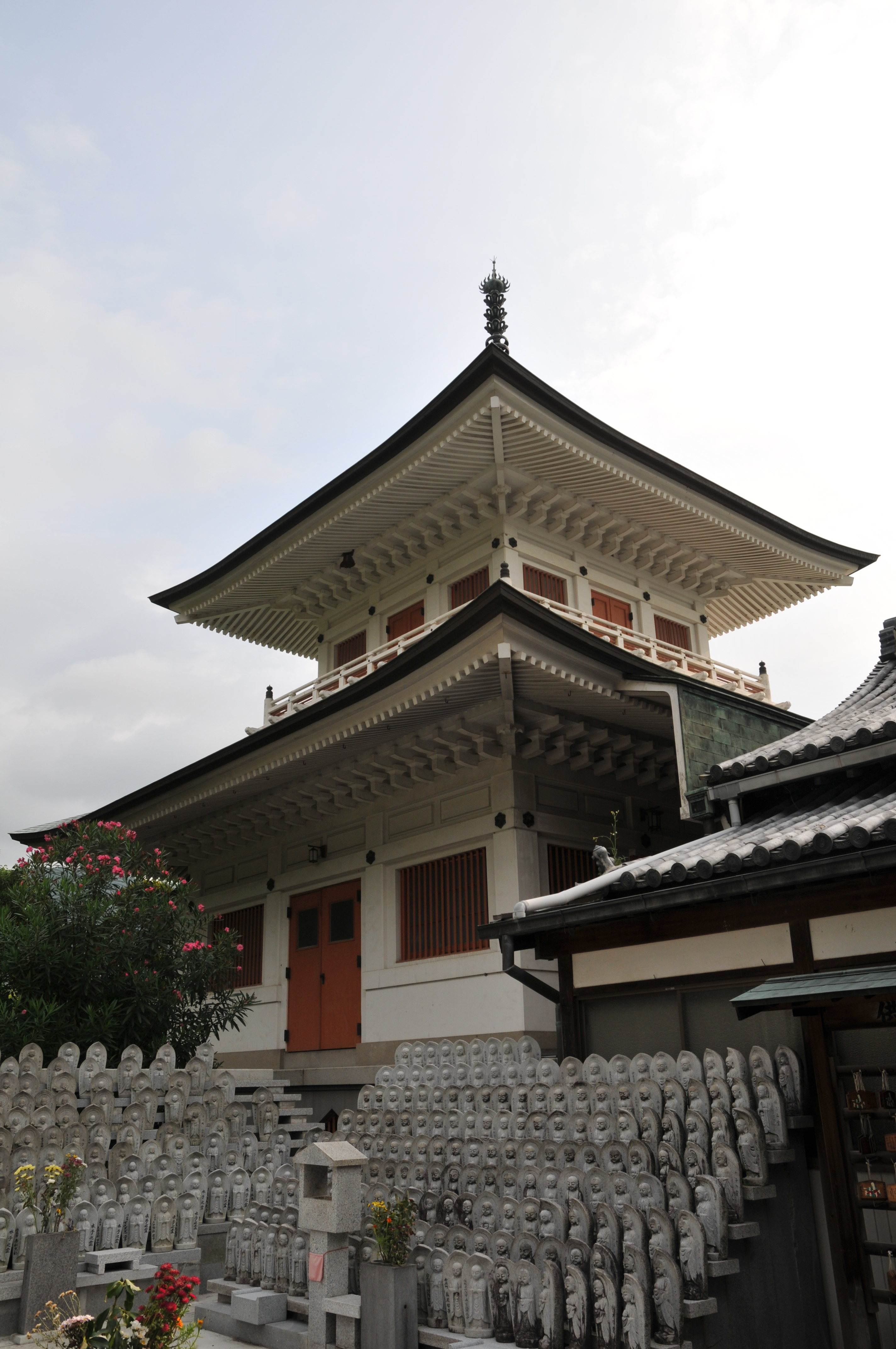
Daishidō
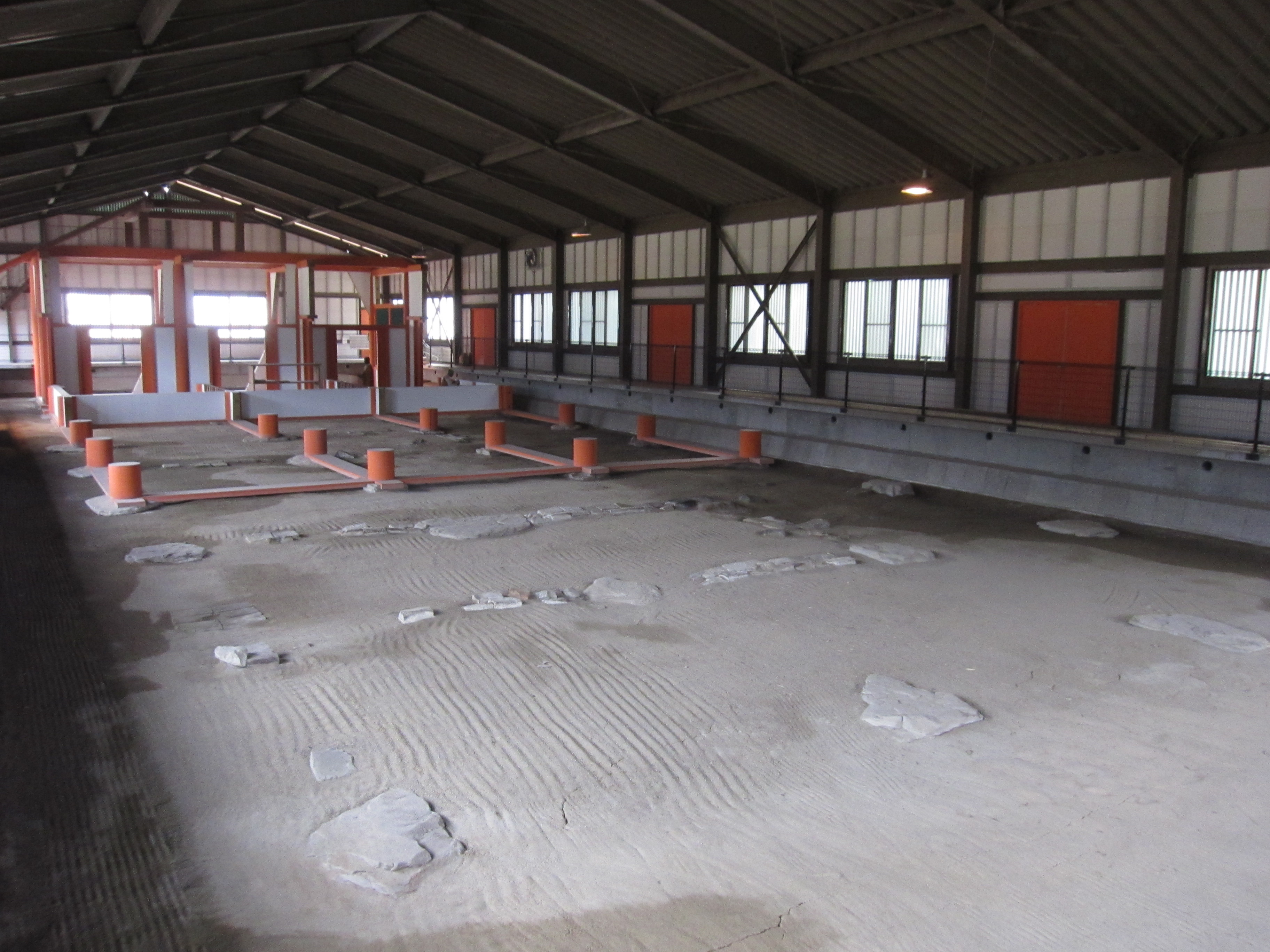
Sōbō (Ausgrabung; A)